# 88 Walker Street
L'88 Walker Street è un grattacielo di Sydney in Australia.

## Storia
I lavori di costruzione dell'edificio, costruito dallo sviluppatore immobiliare Billbergia e progettato dallo studio di architettura Fitzpatrick + Partners, sono iniziati nel 2019 e sono stati ultimati nel 2023. La società Ascott Limited di Singapore ha acquistato lo spazio alberghiero con 252 stanze aprendovi un albergo a quattro stelle del brand Citadines. LaSalle Investment Management ha invece acquistato gli spazi per uffici in un'operazione distinta a inizio 2022.

## Descrizione
L'edificio sorge nel sobborgo di North Sydney e presenta un'altezza di 181 metri. La sezione inferiore della torre ospita un albergo, mentre quella superiore spazi destinati a uffici. La particolare struttura sospesa che caratterizza il progetto permette all'edificio di preservare e di innalzarsi al di sopra dell'antica centrale dei pompieri di North Sydney.